# WTCC i Brasilien
FIA WTCC Race of Brazil är den brasilianska deltävlingen av FIA:s världsmästerskap i standardvagnsracing, World Touring Car Championship. Deltävlingen körs sedan 2006 på Autódromo Internacional de Curitiba, i utkanten av staden Curitiba. Deltävlingen var den första på kalendern mellan säsongen 2007 och 2011, innan den flyttades ned till slutet av juli år 2012.

## Källor

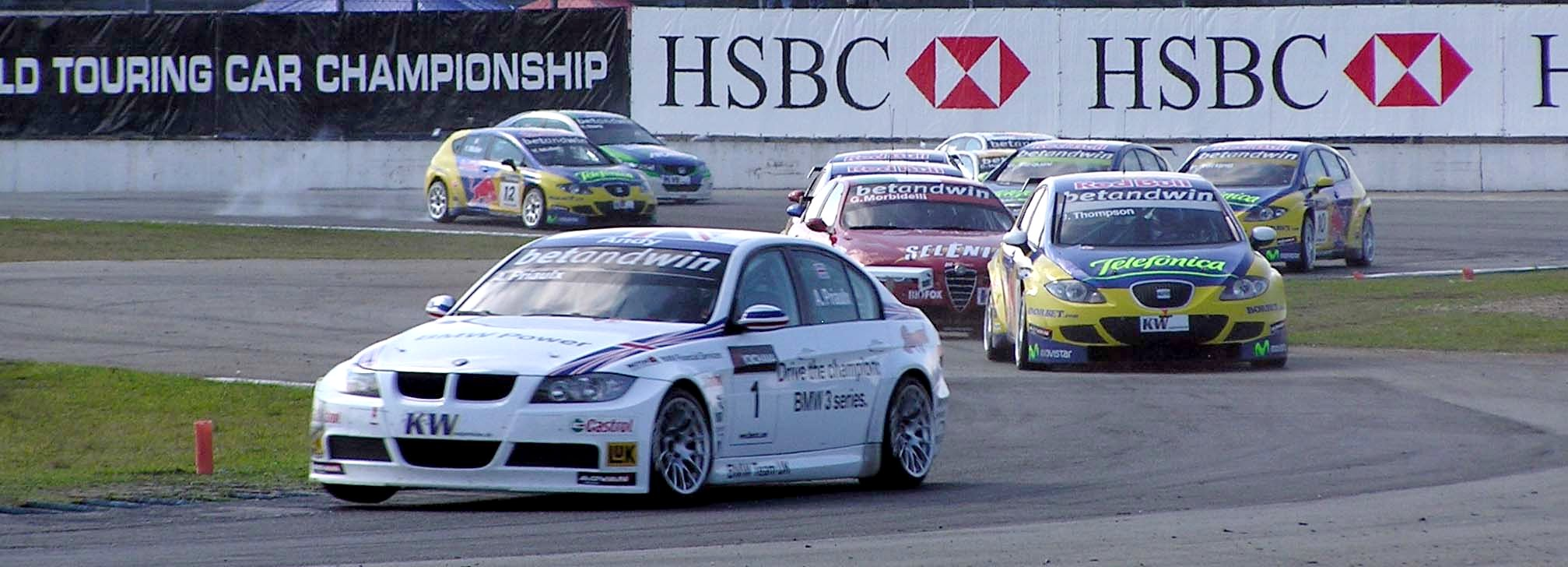
FIA WTCC Race of Brazil på Autódromo Internacional de Curitiba 2006.

## Säsonger
| År   | Bana                                | Race | Segrare förare                | Segrare modell                       | Rapport               |
| ---- | ----------------------------------- | ---- | ----------------------------- | ------------------------------------ | --------------------- |
| 2012 | Autódromo Internacional de Curitiba | 1 2  | Yvan Muller Robert Huff       | Chevrolet Cruze 1.6T                 | WTCC i Brasilien 2012 |
| 2011 | Autódromo Internacional de Curitiba | 1 2  | Robert Huff Alain Menu        | Chevrolet Cruze 1.6T                 | WTCC i Brasilien 2011 |
| 2010 | Autódromo Internacional de Curitiba | 1 2  | Yvan Muller Gabriele Tarquini | Chevrolet Cruze LT SEAT León 2.0 TDi | WTCC i Brasilien 2010 |
| 2009 | Autódromo Internacional de Curitiba | 1 2  | Yvan Muller Gabriele Tarquini | SEAT León 2.0 TDi                    | WTCC i Brasilien 2009 |
| 2008 | Autódromo Internacional de Curitiba | 1 2  | Yvan Muller Gabriele Tarquini | SEAT León TDi                        | WTCC i Brasilien 2008 |
| 2007 | Autódromo Internacional de Curitiba | 1 2  | Jörg Müller Augusto Farfus    | BMW 320si                            | WTCC i Brasilien 2007 |
| 2006 | Autódromo Internacional de Curitiba | 1 2  | Jordi Gené Andy Priaulx       | SEAT León BMW 320si                  | WTCC i Brasilien 2006 |